# レッドキング。
レッドキング。は、かつてオフィス★怪人社で活動していた日本のお笑いユニット。1998年7月結成。2009年2月、メンバーであるみとしの脱退により、事実上の解散となった。

## メンバー
- 佐藤 仁志（さとう ひとし、1972年4月22日）東京都大田区出身。

レッドキング。のキャプテン。
2007年頃から臨時メンバーとして存在していたが、2008年6月から正式にメンバーとして参入。
元演劇集団キャラメルボックスの劇団員。

### 元メンバー
- 花見 卓哉（はなみ たくや、1968年9月3日）兵庫県宝塚市出身。

結成初期メンバー。レッドキング。のリーダー。
かつての師匠は萩本欽一。
2010年8月15日に引退ライブを行い、引退をする。
- 荒川 禁止（あらかわ きんし、1974年1月13日）北海道出身。

結成初期メンバー。
IKKANとのコンビ「怪人社」と並行しながら活動。
2002年、写真家への転身を理由に脱退。同時に芸能界を引退した。
- みとし（みとし、1974年6月3日）神奈川県横浜市出身。本名：指田美敏（さしだ みとし）

結成初期メンバー。レッドキング。のハゲ担当。
メンバーの中では天然の部類。
特技はトランペット、バランスを崩す、にらむ。
体が柔らかくその柔軟性を生かしたパフォーマンスもあり。
好きなものはチロルチョコと電車、ラーメン、ドライブ、うなづく。
2009年2月をもってレッドキング。を卒業。同時にオフィス★怪人社を退団。
現在は劇団うわの空・藤志郎一座に所属。
- 上杉 晋平（うえすぎ しんぺい、1977年12月20日）愛媛県松山市出身。本名：安井晋平（やすい しんぺい）。

レッドキング。の男前担当。
2002年に加入。荒川の脱退後、コンビ「怪人社」にも2代目パートナーとして加入した。
以前は金髪がトレードマークでもあった。
2007年12月をもってレッドキング。を卒業。同時にオフィス★怪人社を退団。

## 略歴・芸風
1998年7月、花見卓哉・荒川禁止・みとしの三名で活動開始。また、当初は句点の無い「レッドキング」という表記で活動。ウルトラマンの怪獣の名を冠した経緯は不明。
2000年9月、フジテレビの番組『新しい波8』に出演。
2002年、荒川が脱退。その後、新メンバーとして上杉晋平が加入し、この頃から「レッドキング。」に改名。TBS深夜のネタ番組『笑林寺2』『O-CDTV』『渋谷ギャグ公開堂』などを中心に話題をさらう。
2004年より、初のレギュラー番組としてBSフジ『GO!GO!EIGO!』もスタートし、子供番組にも進出。
赤いふんどし姿で「お前だー！！」と叫びながら客席に乱入して客をさらったりとパフォーマンスは非常に激しいが「普段の本人たちはいたって穏やかでいい人」といわれている。
2007年12月、上杉がメンバーから卒業。兼ねてから臨時メンバーとして参加していた佐藤仁志が2008年6月に正式メンバーとして加入。
2009年2月、みとしがメンバーを卒業。同時にレッドキング。は事実上の解散となった。
所属はオフィス★怪人社という劇団で、年1回程度の公演では各自役者として出演している。

## 出演
- バナナリーグ!（BS-i）
- 新しい波8（フジテレビ）
- 超V.I.P.（フジテレビ）
- 笑林寺2（TBSテレビ）
- 新・真夜中の王国（NHK BS2）
- O-CDTV（TBSテレビ）
- 渋谷ギャグ公開堂（TBSテレビ）
- 爆笑問題のバク天!（TBSテレビ）
- 笑いの金メダル（テレビ朝日）
- エンタの神様（日本テレビ）
- ナイナイプラス（日本テレビ）
- やるヌキッ!祭（テレビ東京）
- GO!GO!EIGO!（BSフジ）※レギュラー出演

ほか